# Hans Brandenburg (Theologe)
Hans Brandenburg (* 5. Märzjul. / 17. März 1895greg. in Riga; † 15. Juli 1990 in Villingen; zur Unterscheidung von dem gleichnamigen Schriftsteller meist mit seinem Titel Lic. Hans Brandenburg) war ein deutscher lutherischer Theologe und Autor christlicher Bücher.

## Leben
Hans Brandenburg, Sohn eines Kaufmanns, wurde 1895 in Riga geboren. Er besuchte dort bis 1913 das humanistische Gymnasium, studierte anschließend an der Kaiserlichen Universität Dorpat sowie in Berlin, Bethel, 1917/18 in Tübingen und 1918/19 in Rostock Evangelische Theologie. Nach bestandenem theologischem Examen in Münster folgte 1919 sein Vikarsjahr in Kattenvenne. In dieser Zeit schrieb er seine Dissertation über das Thema Untersuchung der Galaterbrief-Vorlesung Luthers vom Jahr 1516/17. 1920 promovierte er zum Licentiaten der Theologie. Schon während des Studiums war er als Pastor und Missionar tätig. Weitere Stationen in seinem Lebensweg waren ab 1920 Reisedienst als Sekretär der Deutschen Christlichen Studentenvereinigung, 1921 ein Lehrauftrag als Dozent für Lateinisch, Griechisch und Kirchengeschichte an der Theologischen Schule Bethel sowie das Gemeindepfarramt.
Nach seiner Ordination und dem Versterben des Hauptpastors Alfred Haensel am 22. April 1922 wurde er der zweite Geistliche an St. Matthäi in Lübeck. Von Haensel übernahm er die Idee der Matthäi-Gemeinschaft. In den Jahren 1926/27 gründete Brandenburg ein Zufluchtsheim für gefährdete junge Frauen, das „Haus Domblick“. Mit rund 30 Ehrenamtlichen betreute er den Kindergottesdienst. Jener hatte sich unter Haensel zum Markenzeichen der Gemeinde entwickelt. Auch nachdem er die Gemeinde 1930 verlassen hatte, kam er zu verschiedenen Gelegenheiten, etwa Jubiläen oder immer wieder für Bibelstunden, Ansprachen oder Predigten nach Lübeck zurück.
1930 wechselte er nach Berlin, wo er Missionsinspektor des Vereins der Berliner Stadtmission wurde und die Jungmännerarbeit CVJM-Süd leitete. Von Anfang 1931 bis zu dessen Auflösung am 30. Juni 1933 war er Mitglied im Christlich-Sozialen Volksdienst. Im Februar 1934 trat er den Dienst als Anstaltspfarrer am Diakonissenhaus Salem in Lichtenrade an und war Vorsitzender des „Bundes Deutscher Gemeinschafts-Diakonissenmutterhäuser“. Im August 1943 wurde Brandenburg als 48-jähriger Mann zur Wehrmacht eingezogen und geriet im April 1945 in amerikanische Gefangenschaft, aus der er im September zurückkehrte. Er arbeitete in der sich nach dieser Zeit gebildeten Heimkehrerbruderschaft mit. Ab Frühjahr 1949 bis zu seiner Pensionierung war er Missionsinspektor des Missionsbundes Licht im Osten, der 1951 nach Korntal umzog.
Brandenburg verfasste zahlreiche christliche Bücher. Neben missionarisch motivierten Werken steht Das lebendige Wort – eine Einführung in die göttlichen Gedankengänge und Lebensprinzipien des Alten Testaments, das er zusammen mit Jakob Kroeker verfasste, mit 15 in sich abgeschlossenen Bänden im Zentrum seines Schaffens. Hierbei handelt es sich um eine Auslegungsreihe biblischer Texte, basierend auf eigenen Übersetzungen. Bis zur Übergabe an Fritz Grünzweig im Jahr 1980 schrieb er Predigtauslegungen (Predigtmeditationen der Reihe Trost und Kraft aus Gottes Wort).

## Privates
Brandenburg heiratete 1920 Anna Luise von der Decken und erwarb die deutsche Staatsangehörigkeit, da eine Rückkehr ins Baltikum wegen der damaligen politischen Umstände nicht möglich war; die Ehe wurde 1928 geschieden. Im Dezember 1934 wurde er in zweiter Ehe mit Johanna Sterzel getraut.

## Schriften
- 1951 – Der Weg zu Christus bezeugt den Menschen von heute
- 1951 – Tod, wo ist dein Stachel? (mit Ludwig Widmann)
- 1952 – Am Brunnen
- 1952 – Christus auch im Zuchthaus
- 1952 – Alles, was Odem hat, lobe den Herrn
- 1953 – In der Schule des Leides
- 1953 – Ich glaube an den heiligen Geist
- 1953 – Das zunehmende Wissen und das ewige, bleibende Evangelium
- 1954 – Volksmissionarische Schriftenreihe. H. 48. Was fange ich mit der Bibel an?
- 1955 – Berufung am See
- 1955 – Graf Felizian Zaremba
- 1955 – Vom Zweifel zum Glauben
- 1955 – Das Evangelium in Russland
- 1955 – Der einzige Weg zu Gott
- 1955 – Eduard Wüst
- 1956 – Bannerträger des Evangeliums
- 1956 – Der Weg zu Christus für Menschen von heute
- 1957 – Gott liebt Verwandlungen
- 1957 – Hans Dannenbaum. Von seinen Freunden
- 1957 – Gefahren des heiligen Dienstes (mit Johannes Lindgrén und Walter L. Jack)
- 1957 – Auf rechter Straße (mit Johannes Busch)
- 1958 – Das lebendige Wort. Bd. 1. Die erste Schöpfung – ihr Fall und ihre Wiederherstellung (mit Jakob Kroeker)
- 1958 – Adolf Stoecker
- 1958 – Was heißt denn Glauben?
- 1958 – Das lebendige Wort. Bd. 6. Die Propheten oder Das Reden Gottes (vorexilisch) (mit Jakob Kroeker)
- 1959 – Rudolf Kögel
- 1959 – Das lebendige Wort. Bd. 2. Die Patriarchen oder Die Grundlagen des Glaubens (mit Jakob Kroeker)
- 1959 – Das lebendige Wort. Bd. 3. Israel, ein Wunder der Geschichte (mit Jakob Kroeker)
- 1959 – Macht Gottes
- 1959 – Wie Saulus zum Paulus wurde
- 1960 – Weihe des Hauses
- 1960 – In der Schule des Leides
- 1960 – Schöpfung und Sündenfall
- 1960 – Volksmissionarische Schriftenreihe. H. 49. Wider den Sorgengeist
- 1960 – Das lebendige Wort. Bd. 4. Die Propheten oder Das Reden Gottes (vorexilisch) (mit Jakob Kroeker)
- 1961 – Volksmissionarische Schriftenreihe. H. 87. Was macht eigentlich einen Christen aus?
- 1961 – Das lebendige Wort. Bd. 5. Die Propheten oder das Reden Gottes: Jesaja (mit Jakob Kroeker)
- 1962 – Volksmissionarische Schriftenreihe. H. 93. Eine kleine Psalmenkunde
- 1961 – Das Nachtgespräch
- 1961 – Der Brief des Paulus an die Galater
- 1963 – Wer ist der Heilige Geist?
- 1963 – Das lebendige Wort. Bd. 9. Die Propheten oder das Reden Gottes (vorexilisch)  (mit Jakob Kroeker)
- 1963 – Das lebendige Wort. Bd. 10. Die Propheten oder das Reden Gottes (nachexilisch) (mit Jakob Kroeker)
- 1963 – Gott begegnete mir. T. 1. Von Riga bis Lübeck, R. Brockhaus Verlag Wuppertal
- 1964 – Gott begegnete mir. T. 2. Von Lübeck bis Korntal, R. Brockhaus Verlag Wuppertal
- 1965 – Das lebendige Wort. Bd. 7. Die Propheten oder das Reden Gottes (exilisch)  (mit Jakob Kroeker)
- 1966 – Büchsel und Frommel
- 1966 – Der Verkehr des Christen mit Christus (mit Martin Kähler)
- 1968 – Der Weg zu Christus für Menschen von heute
- 1968 – Der Brief des Paulus an die Galater
- 1968 – Das lebendige Wort, Bd. 12/II – Die Lehrbücher des Alten Bundes. Der Psalter. Das Gebetbuch des Volkes Gottes. II. Teil: Psalm 73–150.
- 1969 – Heiligung und Freiheit
- 1969 – Das lebendige Wort. Bd. 11. Die Lehrbücher des Alten Bundes (mit Jakob Kroeker)
- 1970 – Heiligung und Vollendung
- 1970 – Der Brief des Paulus an die Galater
- 1970 – Herr Ober (mit Gerhard Bahrmann)
- 1978 – Eine Kindheit in Riga
- 1982 – Die kleinen Propheten I: – Joel, Obadja, Jona, Micha, Nahum, Habakuk, Zephanja: Das lebendige Wort
- 1982 – Die kleinen Propheten II: – Haggai, Sacharja, Maleachi (mit Esra und Nehemia) – Die heimgekehrte Gemeinde: Das lebendige Wort